# محمودیه (اراک)
محمودیه (اراک)، روستایی از توابع بخش مرکزی شهرستان اراک در استان مرکزی ایران است.
نام جدید این روستا سهل آباد میباشد که دارای یک قنات بسیار قدیمی و دریاچه کوچک و دارای درختان سر سبز کهن سال هست و باغی در آن وجود دارد بنام باغ اربابی و برای تفریح و بازدید پذیرای تمام هموطنان میباشد و زمین های فروشی آماده برای ویلا سازی وجود دارد با قیمت های مناسب برای افزایش جمعیت این منطقه از شهرستان فراهان و اراک

## جمعیت
این روستا در دهستان ساروق قرار دارد و براساس سرشماری مرکز آمار ایران در سال ۱۳۸۵، جمعیت آن ۱۴ نفر (۴خانوار) بوده‌است.